# Estlink
Estlink — група підводних силових кабелів HVDC між Естонією та Фінляндією. 
Estlink 1 був першим з’єднанням між Балтійським і Північним ринками електроенергії, у 2014 році введено в дію Estlink 2. 
Основна мета з’єднання Estlink – забезпечити електропостачання в обох регіонах для інтеграції Балтійського та Північного енергетичних ринків.

## Estlink 1

### Історія
Перші плани підводного енергетичного кабелю між Балтійським і Північним регіонами були запропоновані в 1990-х роках. Переговори між Eesti Energia, Pohjolan Voima, Helen Oy, «Graninge» (нині Sydkraft), Latvenergo, Statkraft і «TXE Nordic Energy», дочірньою компанією TXU (нині Energy Future Holdings Corporation), почалися в 1999 році, а 9 жовтня 2001 року підписано контракт в Таллінні.
Однак лише після суворої зими 2002–03 років, яка призвела до збільшення попиту на електроенергію, проєкт підводного кабелю між Естонією та Фінляндією отримав поштовх.
Лист про наміри щодо підводного морського кабелю було підписано між «Eesti Energia», «Pohjolan Voima», «Helsingin Energia» та «Latvenergo» 31 березня 2003 року.
У травні 2004 року литовська енергетична компанія Ignitis погодилася взяти участь у проєкті, незабаром після чого була заснована проєктна компанія «AS Nordic Energy Link».
29 квітня 2005 року розпочато проєкт Estlink.
Будівництво конверторної станції Харку та прокладання наземного кабелю розпочато 5 квітня 2006 року.
Підводний кабель було прокладено у вересні 2006 року.
Кабель Estlink було урочисто відкрито 4 грудня 2006 року і він повністю запрацював 5 січня 2007 року.
Кабель Estlink 1 експлуатувався компанією «AS Nordic Energy Link», заснованою енергетичними компаніями Балтії та Фінляндії. Основним акціонером була «Eesti Energia» з 39,9 % акцій, «Latvenergo» і «Lietuvos Energija» мали по 25 %, а решта 10,1 % розділили між собою «Pohjolan Voima» і «Helsingin Energia» (працюють через свою спільну проєктну компанію «Finestlink»). 
30 грудня 2013 року інтерконектор був проданий операторам систем передачі Elering і Fingrid.

### Опис
Має завдовжки 105 км (74 км під водою) +/-150 кВ, 350 МВт високовольтного кабелю підключено до естонської електричної системи на трансформаторній станції Харку 330 кВ і до мережі електропередачі Фінляндії на трансформаторній станції Еспоо 400 кВ у Ярвікіля з використанням технології передачі електрики HVDC.
Прокладання наземного кабелю почалося 4 травня 2006 року в Харку. Підводний кабель був прокладений морським дном Фінської затоки восени 2006 року. Максимальна глибина кабелю на морському дні становить 100 м.
Кабель виготовлений компанією ABB. 
Підводний кабель прокладений компанією Global Marine Systems за допомогою CS Sovereign. 
Проєкт коштував €110 млн.

### Точки
| Назва             | Координати                                                            |
| ----------------- | --------------------------------------------------------------------- |
| Естонія – Харку   | 59°23′5″ пн. ш. 24°33′37″ сх. д. / 59.38472° пн. ш. 24.56028° сх. д.  |
| Фінляндія – Еспоо | 60°12′14″ пн. ш. 24°33′06″ сх. д. / 60.20389° пн. ш. 24.55167° сх. д. |

## Estlink 2

### Історія
Попередня угода щодо EstLink 2 підписана між «Elering» і «Fingrid» 15 лютого 2010 року в Таллінні.
Рішення про капітальні інвестиції компанією «Fingrid» прийнято 20 травня 2010 року.
Договір про будівництво підписано 1 листопада 2010 року.
23 грудня 2010 року контракт на виробництво та монтаж підводних і підземних кабелів було укладено з Nexans, контракт на будівництво конвертерних станцій укладено з Siemens, контракт на будівництво станції кабельного терміналу Нікувікен та розширення підстанції Анттіла у Фінляндії присуджено Empower Group, а контракт на будівництво лінії електропередачі між Анттілою та Нікувікеном присуджено ETDE, частині Bouygues.
Прокладка кабелю почалася 15 жовтня 2012 року кабельним судном Nexans Skagerrak.
Тестування кабелю почалося 22 жовтня 2013 року.
Пробна експлуатація почалася 6 грудня 2013 року і тривала до 6 лютого 2014 року, після чого почалось комерційне використання.
Офіційне відкриття відбулося 6 березня 2014 року.
26 січня 2024 року стався обрив кабелю, який виходив з узбережжя Естонії. Після завершення ремонтних робіт сполучення відновлено в комерційній експлуатації 4 вересня 2024 року.

#### Інцидент у грудні 2024 року
25 грудня 2024 року через незаплановане відключення Estlink 2 транскордонна пропускна здатність Естонія-Фінляндія зменшилася з 1016 МВт до 358 МВт. «Fingrid» очікує, що збій триватиме до серпня 2025 року. 
Через нещодавні збої в регіоні Балтійського моря виникли побоювання щодо можливого саботажу, хоча підводні кабелі також схильні до технічних збоїв і аварій. Прем'єр-міністр Фінляндії Петтері Орпо підтвердив, що уряд розслідує інцидент
Рано ввечері прикордонна служба Фінляндії супроводила танкер Eagle S, який належить до тіньового флоту Росії згідно з Lloyd's List, до Порккали. Рано вранці 26 грудня обидва судна все ще були біля Порккали. У заяві, опублікованій Європейською комісією, Eagle S названо частиною тіньового флоту Росії.
20 червня 2025 року морський електрокабель Estlink 2, що з’єднує енергосистеми Фінляндії та Естонії, знову введено в експлуатацію після завершення ремонту. Пошкоджену ділянку довжиною близько 1 км повністю замінили. Тестування оновленого кабелю розпочалося ввечері 18 червня та пройшло без збоїв.

### Опис
Загальна довжина Estlink 2 — 171 км (145 км під водою, 12 км суходолом в Естонії та 14 км повітряні лінії у Фінляндії). Підземний кабель довжиною 12 км починається на підстанції Пюссі та пролягає узбережжям Фінської затоки в Азері. Звідти морський кабель довжиною 145 км прямує до станції кабельного терміналу Нікувікен у Фінляндії. Станція кабельного терміналу Нікувікен з’єднана з конверторною станцією Аттіла повітряною лінією довжиною 14 км, яка прокладена на 63 опорах.
Estlink 2 — класичне двонаправлене монополярне високовольтне з'єднання постійного струму з лінійно комутованим перетворювальним тиристором. Його максимальна потужність передачі — 650 МВт і працює з напругою 450 кВ. Орієнтовна вартість становить близько €320 млн, з яких конверторні станції коштують €100 млн, а кабельні – €180 млн. Європейська комісія виділила на проєкт €100 млн.

### Точки
| Назва                 | Coordinates                                                           |
| --------------------- | --------------------------------------------------------------------- |
| Координати – Пюсі     | 59°22′13″ пн. ш. 27°04′05″ сх. д. / 59.37028° пн. ш. 27.06806° сх. д. |
| Фінляндія – Нікувікен | 60°17′34″ пн. ш. 25°31′41″ сх. д. / 60.29278° пн. ш. 25.52806° сх. д. |
| Фінляндія – Антілла   | 60°22′36″ пн. ш. 25°22′01″ сх. д. / 60.37667° пн. ш. 25.36694° сх. д. |

## Estlink 3
28 червня 2022 року «Elering» та «Fingrid» підписали меморандум про взаєморозуміння щодо початку планування третього підводного кабелю, EstLink3, потужністю до 1000 МВт, прокладання якого планується завершити до 2035 року.